# Grzegorz Rozenberg
Grzegorz Rozenberg (Leninsk, Rússia, 14 de março de 1942) é um cientista da computação polonês-neerlandês.
Suas áreas de pesquisa principais são computação natural, linguagem formal e teoria dos autômatos, reescrita de grafos e redes de Petri. É referenciado como o guru da computação natural, por ter promovido a visão da computação natural como uma disciplina científica coerente já na década de 1970, dando a esta disciplina seu nome atual e definindo seu escopo.
Sua carreira de pesquisador abarca mais de quarenta e cinco anos. É professor do Leiden Institute of Advanced Computer Science da Universidade de Leiden e professor adjunto do Department of Computer Science da Universidade do Colorado em Boulder, Estados Unidos. Rozenberg é também um mágico performático, com o nome artístico Bolgani e especialista em ilusões em close-up. É pai do artista neerlandês Dadara.
Foi palestrante convidado do Congresso Internacional de Matemáticos em Helsinque (1978).

## Educação e carreira
Rozenberg obteve os graus de engenheiro e mestre em ciência da computação na Universidade Técnica de Varsóvia, Polônia. Obteve um doutorado em matemática na Academia de Ciências da Polônia, também em Varsóvia, em 1968, orientado por Zdzisław Pawlak. Desde então ocupou cargos em tempo integral na Academia de Ciências da Polônia (professor assistente), Universidade de Utrecht (professor assistente), Universidade de Buffalo, Estados Unidos (professor assistente) e Universidade da Antuérpia, Bélgica (professor).

## Publicações
É coautor e editor de mais de 40 livros. Seleção:
- Editor: Handbook of Natural Computing, 4 Volumes, Springer Verlag 2010
- Editor com Gabriel Ciobanu: Modeling in molecular biology, Springer Verlag 2004
- com Gheorghe Păun, Arto Salomaa (Editor): Oxford Handbook of Membrane Computing, Oxford University Press 2010
- Editor: Handbook of Graph Grammars and Computing by Graph Transformations, World Scientific 1997
- com Arto Salomaa: The Mathematical Theory of L-Systems, Academic Press 1980
- com Salomaa: Cornerstones of Undecidability, Prentice Hall 1994
- Editor com Salomaa: Lindenmayer Systems, Springer Verlag 1992
- Editor com Salomaa: Handbook of Formal Languages, 3 Volumes, Springer Verlag 1997
- com Gheorghe Păun, Arto Salomaa: DNA Computing. New Computing Paradigms. Springer Verlag 1997
- Editor com J.W. de Bakker, W.P. de Roever Current trends in concurrency: overviews and tutorials, Springer Verlag 1986
- Editor com Aristid Lindenmayer: Automata, Languages, Development, North Holland 1976
- com Andrzej Ehrenfeucht, T. Harju Theory of 2-structures: a framework for decomposition and transformation of graphs, World Scientific 1999
- Grzegorz Rozenberg, The Magic of Theory and the Theory of Magic, in Cristian S. Calude (Editor), People and Ideas in Theoretical Computer Science, Springer-Verlag, 1999, p. 227–252
- com V. Diekert (Editor) Book of Traces, World Scientific 1995
- com Salomaa (Editor): Book of L, Springer Verlag 1986

## Prêmios e reconhecimentos
Rozenberg é membro estrangeiro da Academia de Ciências e Letras da Finlândia e membro da Academia Europaea.
Em 2017 foi apontado cavaleiro da Ordem do Leão Neerlandês.